# Валдикі
Валдикі (пол. Wałdyki, нім. Waldek) — село в Польщі, у гміні Любава Ілавського повіту Вармінсько-Мазурського воєводства.
Населення — 385 осіб (2011).
У 1975-1998 роках село належало до Ольштинського воєводства.

## Демографія
Демографічна структура станом на 31 березня 2011 року:
|          | Загалом | Допрацездатний вік | Працездатний вік | Постпрацездатний вік |
| -------- | ------- | ------------------ | ---------------- | -------------------- |
| Чоловіки | 210     | 54                 | 134              | 22                   |
| Жінки    | 175     | 43                 | 93               | 39                   |
| Разом    | 385     | 97                 | 227              | 61                   |